# Matthias Flohr
Pour les articles homonymes, voir Flohr.
Matthias Flohr, né le 19 mars 1982 à Aix-la-Chapelle (Allemagne), est un handballeur allemand. Il évolue au poste d'ailier gauche au HSV Hambourg et en équipe d'Allemagne.

## Carrière

### En club
Compétitions internationales
- Ligue des champions (1) : 2014
- Coupe d'Europe des vainqueurs de coupe (1) : 2007

Compétitions nationales
- championnat d'Allemagne (2) : 2011
- Coupe d'Allemagne (2) : 2006, 2010
- Supercoupe d'Allemagne (3) : 2006, 2009, 2010